# Anadara transversa
Anadara transversa är en musselart som först beskrevs av Thomas Say 1822.  Anadara transversa ingår i släktet Anadara och familjen Arcidae. Inga underarter finns listade i Catalogue of Life.
Höger och vänster klaff av samma exemplar:

Höger klaff
Vänster klaff